# Холланд, Кен
Кеннет Марк Холланд (англ. Kenneth Mark Holland; 10 ноября 1955, Вернон, Британская Колумбия, Канада) — бывший канадский профессиональный хоккеист (вратарь), генеральный менеджер команд НХЛ «Детройт Ред Уингз» (1997 - 2019) и «Эдмонтон Ойлерз»(2019 - 2024), «Лос Анджелес Кингз» (2025-н.вр).

## Биография
Был выбран на любительском драфте НХЛ 1975 под общим 188-м номером командой «Торонто Мейпл Лифс» в 12-м раунде. Сыграл в НХЛ в общей сложности 4 игры: одну за «Хартфорд Уэйлерс» и три за «Детройт Ред Уингз». Бо́льшую часть игровой карьеры провёл в АХЛ (380 матчей с учётом плей-офф).
После завершения игровой карьеры Холланд стал скаутом «Ред Уингз» по Западной Канаде. В течение семи лет он работал на должности директора скаутского отдела и трёх — помощника генерального менеджера клуба. 18 июля 1997 был назначен на должность генерального менеджера и исполнительного вице-президента клуба «Детройт Ред Уингз».
Сезон 2012—2013 стал него 16-м в роли генерального менеджера и 30-м с командой «Ред Уингз». За время его работы команда выиграла 4 Кубка Стэнли: первый в 1997 году, когда Холланд был ещё помощником генерального менеджера, и 3 последующих — после занятия Холландом позиции генерального менеджера, в 1998, 2002 и 2008 годах.
В 2009 году занял второе место в рейтинге Sports Illustrated в списке лучших спортивных руководителей 2000-х годов.
Холланд получил репутацию одного из самых успешных менеджеров НХЛ . Под его руководством «Ред Уингз» выиграли:
- Центральный дивизион — 10 раз;
- Президентский кубок — 4 раза;
- Кубок Стэнли — 3 раза.

Под его руководством «Ред Уингз» также выиграли больше сезонных (746) и пост-сезонных (115) игр, чем любая другая команда в Национальной Хоккейной Лиге.
Помимо работы в «Ред Уингз», Кен Холланд также был заместителем директора по подготовке канадской сборной по хоккею к зимним Олимпийским играм в Ванкувере 2010 года.

## Личная жизнь
Кен Холланд проживает в пригороде Детройта вместе с женой Синди и четырьмя детьми: Брэдом, Джули, Рэйчел и Грэгом. В 2011 году Кен получил американское гражданство.